# Federació Catalana de Donants de Sang
La Federació Catalana de Donants de Sang és una organització que neix amb vocació d'aglutinar, fomentar i divulgar la donació altruista de sang i plasma a Catalunya. Coopera amb el Departament de Salut de la Generalitat de Catalunya, el Banc de Sang i Teixits i la resta d'actors del món de la transfusió sanguínia.
El 2020 ha publicat Monuments als donants de sang, on agrupa tots els monuments dels municipis de Catalunya que s'han instal·lat al llarg de la geografia catalana.
Atorga un guardó anomenat «Creu d'Or».